# Арганово (Сямженский район)
Арганово — деревня в Сямженском районе Вологодской области.
Входит в состав Коробицынского сельского поселения, с точки зрения административно-территориального деления — в Коробицинский сельсовет.
Расстояние по автодороге до районного центра Сямжи — 37 км, до центра муниципального образования Георгиевской — 3 км. Ближайшие населённые пункты — Георгиевская, Мартьяниха, Чирковская.
По переписи 2002 года население — 29 человек (16 мужчин, 13 женщин). Всё население — русские.